# Vroege sterhyacint
De vroege sterhyacint (Scilla bifolia) is een plant uit de aspergefamilie (Asparagaceae). In Nederland komt de soort voor als stinsenplant, en vooral in het noorden verwilderd in loofbossen op vruchtbare grond. De vroege sterhyacint lijkt veel op de oosterse sterhyacint (Scilla siberica); deze laatste heeft echter knikkende bloemen, terwijl die van de vroege sterhyacint rechtop staan. De plant komt van oorsprong voor in Midden- en Zuid-Europa en in Klein-Azië. In België is de plant inheems in de streek tussen Samber en Maas.
De plant wordt ook gekweekt voor de siertuin.
De bol draagt tijdens de bloei twee bladen. De stengel van de bloeiwijze van de vroege sterhyacint is 10-25 cm lang. De bloemsteel is langer dan de bloemdekbladen (bij de oosterse sterhyacint is die korter). De soort bloeit in maart tot april met blauwe, zelden roze of witte, bloemen.
De plant is in het vroege voorjaar belangrijk als nectarplant voor honingbijen en hommels.